# オハヨウ/愛においで 逢いにおいで
「オハヨウ/愛においで 逢いにおいで」(おはよう/あいにおいで あいにおいで)は、テレビアニメ『吉永さん家のガーゴイル』の主題歌を収録したシングルである。2006年5月24日にavex modeから発売された。

## 解説
テレビアニメ『吉永さん家のガーゴイル』のオープニングテーマとエンディングテーマを収録した両A面シングル。歌は同作品に出演している双葉役・斎藤千和、梨々役・水樹奈々、美森役・稲村優奈の3人。
なお、二曲のTV sizeが、ドラマCDの『吉永さん家のガーゴイル ガーくんドキドキ三本勝負』と『吉永さん家のガーゴイル 吉永さん家の玉手箱』それぞれに収録されている。

## 収録曲
1. オハヨウ [4:11]
作詞・作曲：Funta、編曲：Blues-T
  - テレビアニメ『吉永さん家のガーゴイル』オープニングテーマ
2. 愛においで 逢いにおいで [4:22]
作詞：松井五郎、作曲：藤末樹・大谷奈津子、編曲：水谷広実
  - テレビアニメ『吉永さん家のガーゴイル』エンディングテーマ
3. オハヨウ(Instrumental Version)
4. 愛においで 逢いにおいで(Instrumental Version)

## 『愛においで 逢いにおいで』ソロバージョン
エンディングテーマには、3人で歌うバージョン以外に3人それぞれのソロバージョンも使われた。
1. 愛においで 逢いにおいで -双葉Version-
歌：双葉（斎藤千和）
『吉永さん家のガーゴイル キャラクターソング「答えは空の下」』収録
2. 愛においで 逢いにおいで -梨々Version-
歌：梨々（水樹奈々）
『吉永さん家のガーゴイル キャラクターソング「Promise you」』収録
3. 愛においで 逢いにおいで -美森Version-
歌：美森（稲村優奈）
『吉永さん家のガーゴイル キャラクターソング「Dear my Friends」』収録